# Aeroporto di Kuopio
L'Aeroporto di Kuopio, in finlandese Kuopion lentoasema, (IATA: KUO, ICAO: EFKU) è un aeroporto finlandese situato a Rissala, località nel comune di Siilinjärvi, circa 14 km a nord dal centro di Kuopio, capoluogo dell'omonimo distretto della regione del Savo settentrionale.

## Struttura

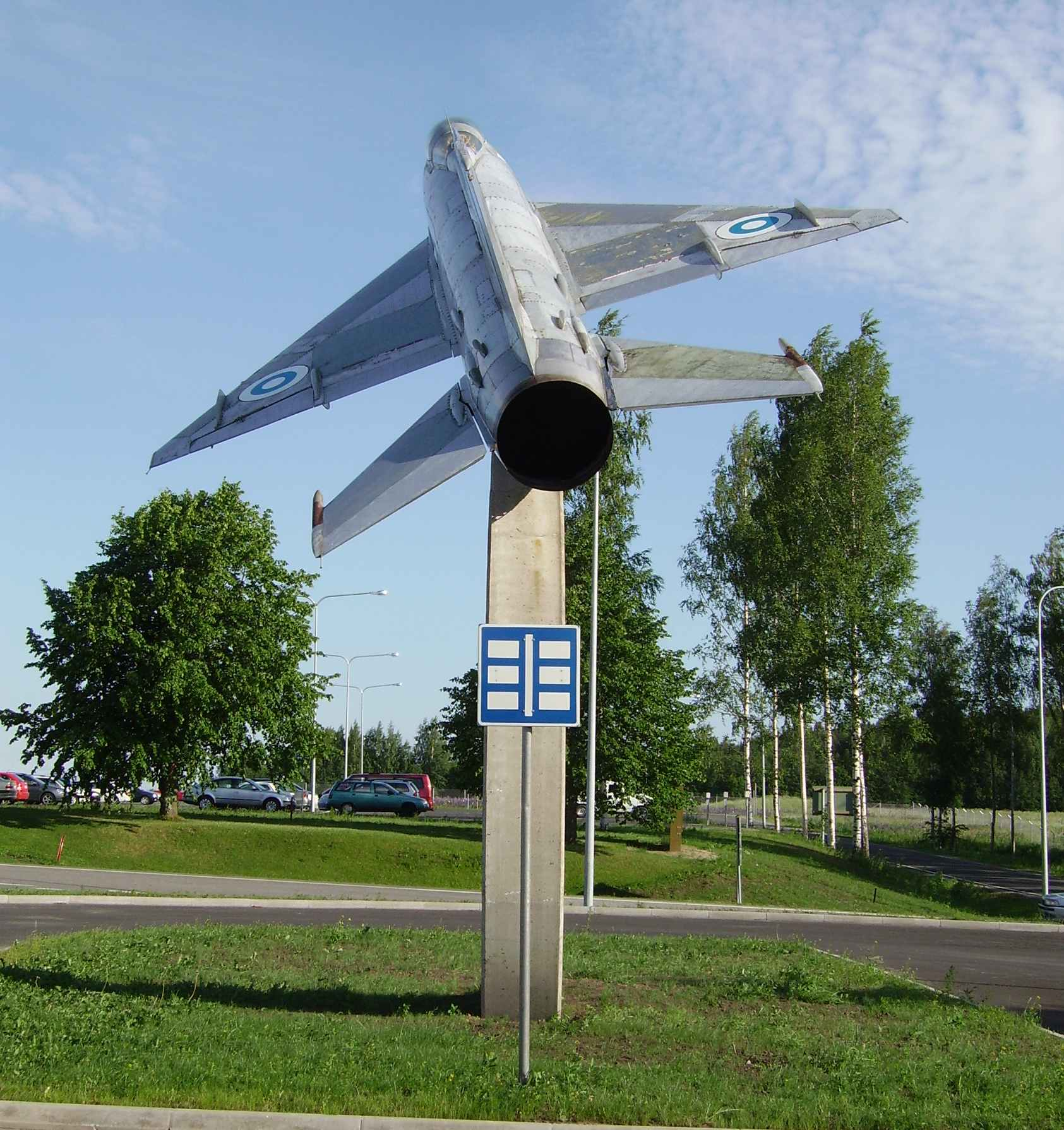
Il Mikoyan-Gurevich MiG-21F-13 della Suomen ilmavoimat monumentato presso l'aeroporto.

La struttura, posta a un'altitudine di 98 m (323 ft) ed attorniata dal lago Kallavesi, è dotata di un terminal passeggeri, una torre di controllo e una pista con superficie in asfalto, lunga 2 800 e larga 45 m (9 186 x 197 ft) e orientamento 15/33 equipaggiata con dispositivi di assistenza all'atterraggio tra i quali, il sistema di atterraggio strumentale (ILS) e un impianto di illuminazione ad alta intensità (HIRL) con indicatore di angolo di approccio PAPI.
L'aeroporto, gestito dalla Finavia, è di tipo misto, militare e civile, effettua attività secondo le regole e gli orari sia VFR che IFR, ed è aperto al traffico commerciale.

## Storia
L'aeroporto di Kuopio venne completato nel novembre 1939 e iniziò ad operare nel maggio 1940. Durante la seconda guerra mondiale, tra il 1942 ed il 1943, venne utilizzato dalla Luftwaffe e durante la Guerra di continuazione la pista venne ricoperta di pannelli di legno compensato.
Il primo terminal venne inaugurato solo il termine del conflitto, nel 1949, sostituito da uno più moderno e adatto alle aumentate esigenze dello scalo nel 1971. Nel 2004 l'aeroporto venne eletto aeroporto finlandese dell'anno. A partire dal 2006, l'aeroporto di Kuopio è stato uno dei soli cinque aeroporti finlandesi a chiudere con il bilancio in attivo redditizi in Finlandia, questo grazie all'uso condiviso della struttura con il Karjalan lennosto, il comando aereo della Carelia della Suomen ilmavoimat (aeronautica militare finlandese) con le compagnie aeree civili. L'aeroporto ha operato il suo primo volo di linea internazionale nel 2008, quando l'AirBaltic ha aperto un volo diretto con l'aeroporto di Riga, rotta regolarmente operata dalla compagnia lettone fino al 2001.
Lo scalo è sede dell'Hävittäjälentolaivue 31 (HävLLv 31 - 31º squadrone caccia) della Suomen ilmavoimat, equipaggiata con 20 caccia multiruolo F/A-18C/D Hornet.

## Incidenti
- Il 3 ottobre 1978, un Douglas C-47A DO-10 Dakota della Suomen ilmavoimat precipitò nel lago Kallavesi a causa di un malfunzionamento di un motore. Il C-47 stava operando un volo di trasferimento militare con destinazione Aeroporto di Helsinki-Vantaa ma appena dopo il decollo uno dei due motori radiali smise di funzionale e il pilota decise di tornare, non riuscendoci, inabissandosi a circa 1 km dalla pista. Nell'incidente persero la vita tutti i 15 membri dell'equipaggio.[4]